# Государственный переворот в Аргентине (1930)
Государственный переворот 1930 года (исп. Golpe de Estado de 1930) или Сентябрьская революция — свержение аргентинского правительства президента Иполито Иригойена сторонниками генерала Хосе Феликса Урибуру.
С началом Великой депрессии в 1929 году, поразившей также Аргентину, президент Иригойен потерял политическую поддержку, поскольку сократил государственные расходы, что привело к увеличению безработицы. Этим воспользовались его противники, в первую очередь, военные и националисты, ориентировавшиеся на фашистскую Италию. Один из организаторов переворота генерал Урибуру был членом Аргентинской патриотической лиги националистов и пользовался поддержкой ряда офицеров-националистов.

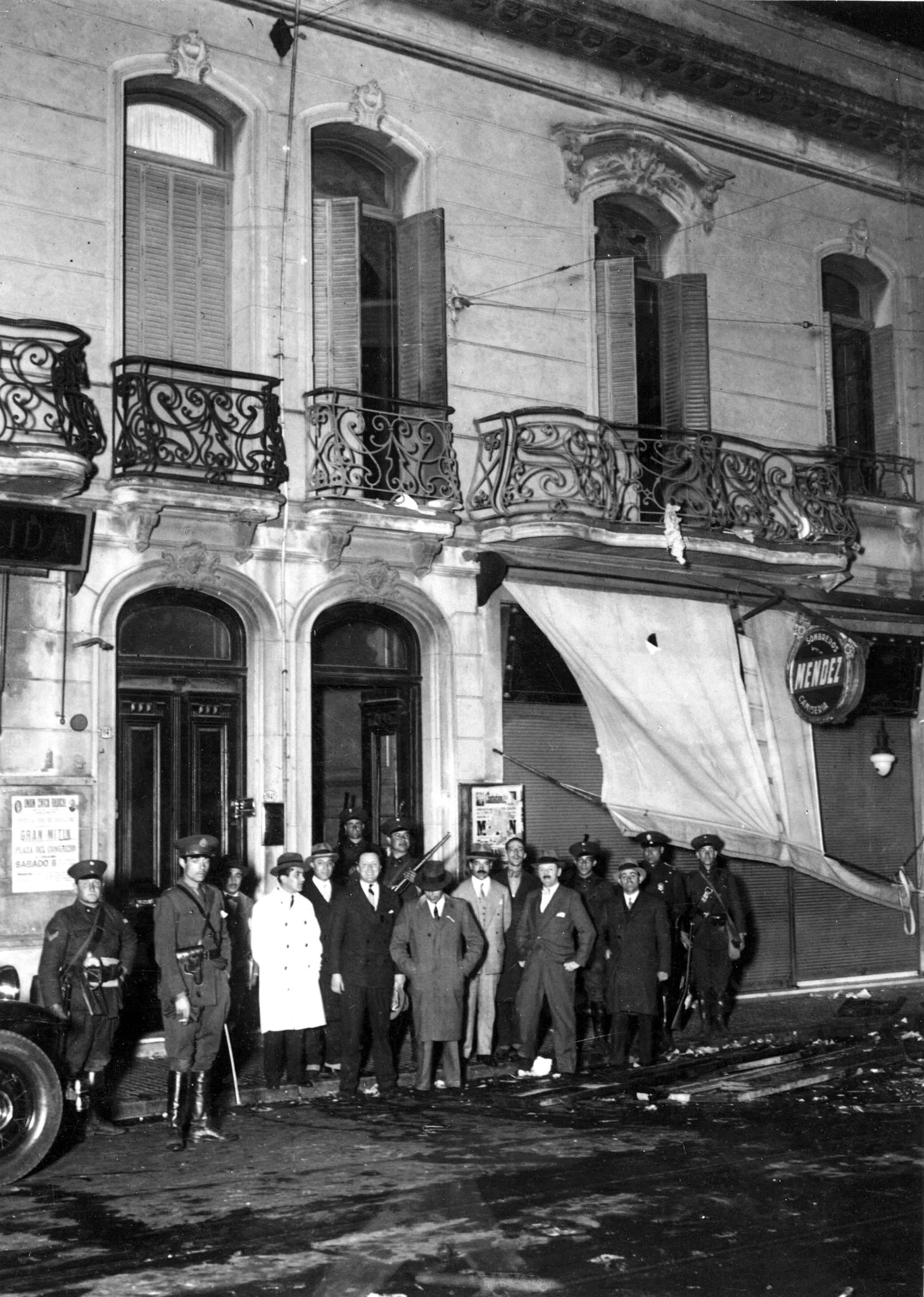
Дом свергнутого президента Иполито Иригойена после разграбления

6 сентября 1930 года Урибуру повёл небольшой отряд войск в столицу и, не встретив сопротивления, занял резиденцию правительства "Розовый дворец" (Casa Rosada). В Буэнос-Айресе собрались большие толпы людей в поддержку переворота.. Силы Урибуру взяли под свой контроль столицу и стали арестовывать членов правительственной партии Гражданский радикальный союз. Никто не пострадал во время переворота.
После переворота произошли серьезные изменения в аргентинской политике: Урибуру запретил политические партии, приостановил выборы и действие Конституции 1853 года. Урибуру также предложил реорганизовать Аргентину по корпоративистскому и фашистскому принципу Италии времен Муссолини.
Переворот ознаменовал начало «Печально известного десятилетия» — 13-летнего периода, в течение которого военные управляли Аргентиной посредством репрессий, политической коррупции и фальсификаций на выборах. Будущий аргентинский президент Хуан Перон принимал участие в перевороте на стороне Урибуру.